# Newport, Munster
Newport (iriska: An Port Nua) är en ort i republiken Irland.   Den ligger i grevskapet North Tipperary och provinsen Munster, i den centrala delen av landet, 160 km väster om huvudstaden Dublin. Newport ligger 55 meter över havet och antalet invånare är 1 806.
Terrängen runt Newport är platt västerut, men österut är den kuperad.Runt Newport är det ganska glesbefolkat, med 28 invånare per kvadratkilometer. Närmaste större samhälle är Limerick, 15,2 km väster om Newport. Trakten runt Newport består i huvudsak av gräsmarker.